# Rhopalodina lageniformis
Rhopalodina lageniformis is een zeekomkommer uit de familie Rhopalodinidae.
De wetenschappelijke naam van de soort werd in 1853 gepubliceerd door John Edward Gray.